# Хидрогениране
Хидрогенирането представлява химична реакция между молекулен водород (H2) и друго съединение или елемент, обикновено в присъствието на катализатор като никел, паладий или платина. Процесът се използва често за редуциране или насищане на органични съединения. Хидрогенирането обикновено включва добавянето на двойки водородни атоми към дадена молекула (често алкен). Хидрогениране без катализатор може да настъпи само при много висока температура. При хидрогенирането се скъсяват двойните и тройните връзки на въглеводородите.
Процесът на хидрогениране включва три компонента: ненаситен субстрат, водороден източник и катализатор. Редукцията настъпва при различни температури и налягания в зависимост от субстрата и активността на катализатора.
Хидрогенирането се използва широко за получаване на органични вещества както в лабораторни условия, така и в промишлен мащаб. Използва се в някои изчистващи процеси, например за изтриване на следите на ацетилен от етилен или премахването на кислородни примеси от различни системи.
Първата описана в литературата реакция на каталитично хидрогениране е проведена през 1874 г. Разцветът на каталитичното хидрогениране е свързан с работата на Пол Сабатие, който го превръща в универсален метод.